# Mário Assad
Mário Assad   ((20 de janeiro de 1925) - de Setembro de 2015) Natural de Manhumirim, advogado, professor e político brasileiro do estado de Minas Gerais. Filho de José Assad e Maria Assad.
Mário Assad foi Chefe de Gabinete do Secretário do Interior e Justiça de Minas Gerais durante o período de 1959 a 1961. Foi Delegado Regional do IAA, no período de 1961 a 1963. Foi Secretário do Trabalho, Assistência Social e Desportos do Estado de Minas Gerais (1975 - 1979) e Secretário da Justiça do Estado de Minas Gerais, de 1991 a 1994.
Foi deputado estadual de Minas Gerais, atuando na suplência do legislativo mineiro durante a 5ª legislatura (1963 - 1967).

Foi eleito como deputado estadual efetivamente por mais quatro mandatos consecutivos, da 6ª à 9ª legislatura (1967 - 1983), pela ARENA.
.
Fundador, em 1975,  (e presidente de honra) da Assprom (Associação Profissional do Menor), entidade pela qual já passaram mais de 70 mil menores. 
Mário Assad é também poeta e membro da Academia Municipalista de Letras. 
Nas eleições de 1982, Mário Assad concorreu a uma cadeira na Câmara dos Deputados, saindo vitorioso e sendo reeleito para mais dois pleitos, completando três mandatos consecutivos, durante o período de 1983 a 1995, sendo eleito pelo PDS no primeiro mandato e pelo PFL nos demais. Entre 1987 e 1988 como deputado constituinte, foi presidente da Comissão de Direitos e Garantias Individuais e membro da Comissão de Sistematização, ambas com trabalhos de extrema relevância na elaboração da Constituição de 1988. Foi também o Coordenador Constitucional da bancada.   
O deputado mineiro foi ainda um dos responsáveis pela elaboração dos artigos que garantiram a equidade de gênero e a proteção dos direitos humanos das mulheres no texto constitucional do país: o artigo 5º e o parágrafo 5º do artigo 226. Os dois textos reconheceram, pela primeira vez na história republicana, que as mulheres poderiam ser "chefes" de família. O artigo 5º diz que "homens e mulheres são iguais em direitos e obrigações, nos termos desta Constituição". Já o parágrafo 5º afirma que "os direitos e deveres referentes à sociedade conjugal são exercidos pelo homem e pela mulher". Assad foi presidente da Comissão da Soberania e dos Direitos e Garantias do Homem e da Mulher na Constituinte de 1988, responsável pela elaboração do texto que atendia às demandas apresentadas pelos movimentos feministas e de mulheres à época, chamado de "lobby do batom".   
Em 1984 Mário Assad apoiou o movimento democrático "Diretas Já" (Emenda Dante de Oliveira) e votou pelo restabelecimento da eleição direta para presidente da República. Na sequência do movimento, votou em Tancredo Neves para presidente.  
Mário Assad foi eleito prefeito de Manhuaçu durante o período de 2001 a 2004, sendo eleito pelo PFL